# عضلة باسطة

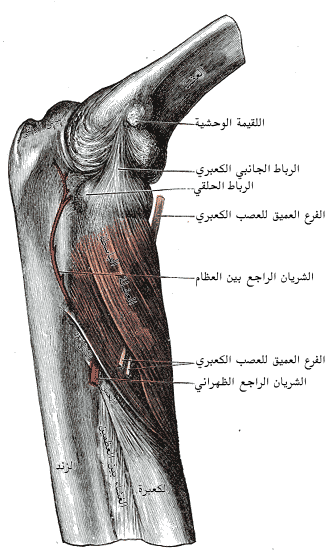

العضلة الباسطة  (بالإنجليزية: Supinator muscle)‏ في علم تشريح الإنسان، هي عبارة عن عضلة واسع في الحجرة الخلفية من الساعد، منحنية نحو الثلث الأعلى من عظم الكعبرة، وتتمثل مهمتها في بسط الساعد.

## البنية
تتكون العضلة الباسطة من حزمتين من الألياف، ويمر بينهما الفرع العميق للعصب الكعبري. تنشأ الحزمتان بشكل مشترك —الأولى سطحية تشكل الأوتار (الجزء االغالب من العضلة هو الوتر) والثانية عميقة تشكل الألياف العضلي — من عرف العضلة الباسطة للزند، ولقيمة العضد الوحشية، والرباط الجانبي الكعبري، والرباط الحلقي الكعبري.
تحيط الألياف السطحية بالجزء العلوي من الكعبرة، وتدخل الحافة الوحشية للأحدوبة الكعبرية والخط المائل الكعبري، نزولًا إلى العضلة الكابة المدورة. تشكل الألياف العلوية للحزمة العميقة حزمة عضلية شبيهة بالمقلاع، تحيط بعنق الكعبرة فوق الأحدوبة وترتبط بالجزء الخلفي من سطحها الإنسي؛ يدخل الجزء الأكبر من هذه المنطقة من العضلة الأسطح الظهرية والجانبية لجسم الكعبرة، في منتصف المسافة بين الخط المائل ورأس العظم.
يُعرف الجانب القريب من الرأس السطحي بقوس فروس أو قوس العضلة الباسطة.

## التعصيب
يعصبها الفرع العميق للعصب الكعبري. يشكل الفرع العميق العصب بين العظمين الخلفي عند خروجه من العضلة الباسطة. تعصبها بشكل رئيسي الأعصاب الشوكية الرقبية 6، مع مشاركة بسيطة من الأعصاب الشوكية الرقبية 5، هناك أيضًا تعصيب إضافي من الأعصاب الشوكية الرقبية 7.
ينقسم العصب الكعبري إلى فروع سطحية عميقة وحسية قريبة من العضلة الباسطة – قد يسبب ذلك انحباس وانضغاط الجزء العميق، ما قد يؤدي إلى شلل انتقائي للعضلات التي يعصّبها هذا العصب (العضلات الباسطة والعضلة الطويلة المبعدة لإبهام اليد). توجد عدة أسباب محتملة معروفة لهذه المتلازمة، والتي تُعرف باسم متلازمة انحباس العضلة الباسطة، بما في ذلك الانضغاط الناتج عن كتل الأنسجة الرخوة المحيطة بالعصب، والإجهاد الناجم عن حركات البسط والكب المتكررة.

### التباين
يمر العصب الكعبري العميق عبر بطن العضلة الباسطة في 70% من الحالات وعبر قوس فروس في الحالات المتبقية.

## الوظيفة
تحيط العضلة الباسطة بالكعبرة، وتكمن وظيفتها في بسط اليد. على عكس العضلة ذات الرأسين العضدية، تستطيع القيام بوظيفتها مهما كانت وضعية الكوع من ثني وبسط.
تعمل العضلة الباسطة دائمًا مع العضلة ذات الرأسين، إلا في حالة بسط مفصل الكوع. تعد العضلة الأكثر نشاطًا في عملية بسط الساعد مع عدم وجود مقاومة، بينما يزداد نشاط العضلة ذات الرأسين مع الحمل الثقيل. تنقص القدرة على حركة البسط بنسبة 64% إذا تعطل عمل العضلة الباسطة نتيجة إصابة مثلًا.

## التاريخ

### أصل الكلمة
يمكن أن يشير مصطلح «الباسطة» بشكل عام إلى أي عضلة تسبب حركة بسط جزء من الجسم. في المراجع القديمة، استخدم مصطلح «الباسطة الطويلة» للإشارة إلى العضلة العضدية الكعبرية، واستخدم مصطلح «الباسطة القصيرة» لوصف العضلة المعروفة الآن باسم العضلة الباسطة.